# 2015 à Guam
Cet article présente les faits marquants de l'année 2015 à Guam.

## Évènements
- 5 juin : La Cour de district de Guam, en accord avec la jurisprudence de la Cour d'appel des États-Unis pour le neuvième circuit, statue que le mariage homosexuel est légal à Guam. L'affaire avait été portée par un couple de femmes qui s'étaient vu refuser le droit de se marier. La décision de la cour prend effet le 9 juin. Guam, territoire non incorporé des États-Unis, est le premier territoire d'outre-mer américain à légaliser le mariage pour couples de même sexe, faisant suite à trente-six États des États-Unis ainsi qu'à Washington (district de Columbia). C'est le sixième pays ou territoire en Océanie à le légaliser, après la Nouvelle-Zélande, l'île Pitcairn (le 15 mai), et les territoires ou pays sous souveraineté française[1],[2].